# Chacodelphys
La marmosa pigmea del Chaco (Chacodelphys formosa) es una especie de marsupial de la familia Didelphidae, la única de este género de marmosas o zarigüeyas-ratón, del que sólo se dispone de datos de un estudio de 1920 en el Chaco argentino, en la provincia de Formosa.

## Faneróptica y anatomía
Se trata de la especie de didélfido de menor envergadura, pues apenas alcanza los 7 cm desde la punta del hocico a la base de la cola, la cual puede medir hasta 5,5 cm.
Para diferenciar a esta especie del resto de marmosas hay que tener en cuenta una combinación de caracteres que únicamente se dan en estos ejemplares:
- El tercer dedo de la mano y el cuarto del pie son más largos que el resto.
- No existen manchas coloreadas identificativas en el pelaje.
- La cola no alcanza nunca la longitud del resto del cuerpo.

## Historia taxonómica
Shamel, en 1930, la describió y clasificó como Marmosa muscula, si bien en una posterior revisión la renombró como Marmosa formosa.
Para Tate, en 1933, el ejemplar era un miembro válido para el grupo de Marmosa elegans (Thylamys elegans), y se trató como parte de esta especie hasta que en 1989 Gardner y Creighton publicaron que en realidad el descubrimiento de Shamel no era sino parte de Gracilinanus agilis. Adquiriría después la categoría de especie, aunque dentro de ese mismo género, con el nombre de Gracilinanus formosus.
En 2004 Voss et al. establecieron el nuevo género para clasificar independiente y exclusivamente este pequeño marsupial.

## Rol ecológico
C. formosa ocupa, por lo menos, un área cercana a los 10 000 km² en el Chaco Húmedo de Argentina. En términos de frecuencia relativa, este didelfino es una porción pequeña de los ensambles de micromamíferos estudiados (1 a 2%). Partiendo del criterio de la UICN, se discute su posible categorización como especie vulnerable. Se indica por primera vez el ambiente de captura de un ejemplar de Chacodelphys, recogido en este caso con una trampa en un pastizal de espartillo (Elionurus muticus) y de chajapé (Imperata brasiliensis).